# Dietrich Starck
Dietrich Starck (* 29. September 1908 in Stettin; † 14. Oktober 2001 in Frankfurt am Main) war ein deutscher Arzt und Biologe. Er leitete von 1949 bis zu seiner Emeritierung 1976 die Dr. Senckenbergische Anatomie der Johann Wolfgang Goethe-Universität Frankfurt am Main. 

## Biografie
Starck wurde als Sohn des Facharztes für Chirurgie Julius Starck und dessen Ehefrau Else in Stettin geboren. In Stettin besuchte er bis zum Abitur 1926 das Marienstiftsgymnasium. Anschließend studierte er von 1926 bis 1932 Medizin in Jena, Wien und Frankfurt am Main. 1932 promovierte er in Frankfurt mit dem Thema Die Kaumuskulatur der Platyrrhinen. Er wechselte 1932 an das Anatomische Institut der Universität Köln und habilitierte sich dort 1936 für das Fach Anatomie mit einer Schrift Über einige Entwicklungsvorgänge am Kopf der Urodelen. 1944 kehrte er nach Frankfurt zurück, wo er zunächst im Januar 1945 zum planmäßigen außerordentlichen Professor der Anatomie berufen wurde 1949 wurde er ordentlicher Professor und Direktor der Dr. Senckenbergischen Anatomie, die er bis zu seiner Emeritierung 1976 leitete.
Starck hat bis ins hohe Lebensalter an der Wirbeltiermorphologie, der Neuroanatomie, der Embryologie und der Primatologie geforscht.
Aus der Fülle seiner morphologischen, systematischen und taxonomischen Kenntnisse lieferte er  einen wesentlichen Grundstein für die moderne Evolutionsbiologie.
Starck war Mitglied der Deutschen Akademie der Naturforscher Leopoldina, die ihm 1983 die Gregor-Mendel-Medaille verlieh. Er wurde 1974 mit der Ehrendoktorwürde der Philosophischen
Fakultät der Universität Wien ausgezeichnet.
Starck war Vorsitzender und Ehrenmitglied der Anatomischen Gesellschaft, der Deutschen Zoologischen Gesellschaft und vieler anderer nationaler und internationaler wissenschaftlicher Gesellschaften. Die Senckenbergische Naturforschende Gesellschaft verlieh ihm ihre höchste wissenschaftliche Auszeichnung, die Cretzschmar-Medaille.
Seit 1956 war er mit Maria-Pia Gräfin Schirndinger von Schirnding (* 1930) verheiratet.